# Oberhessen

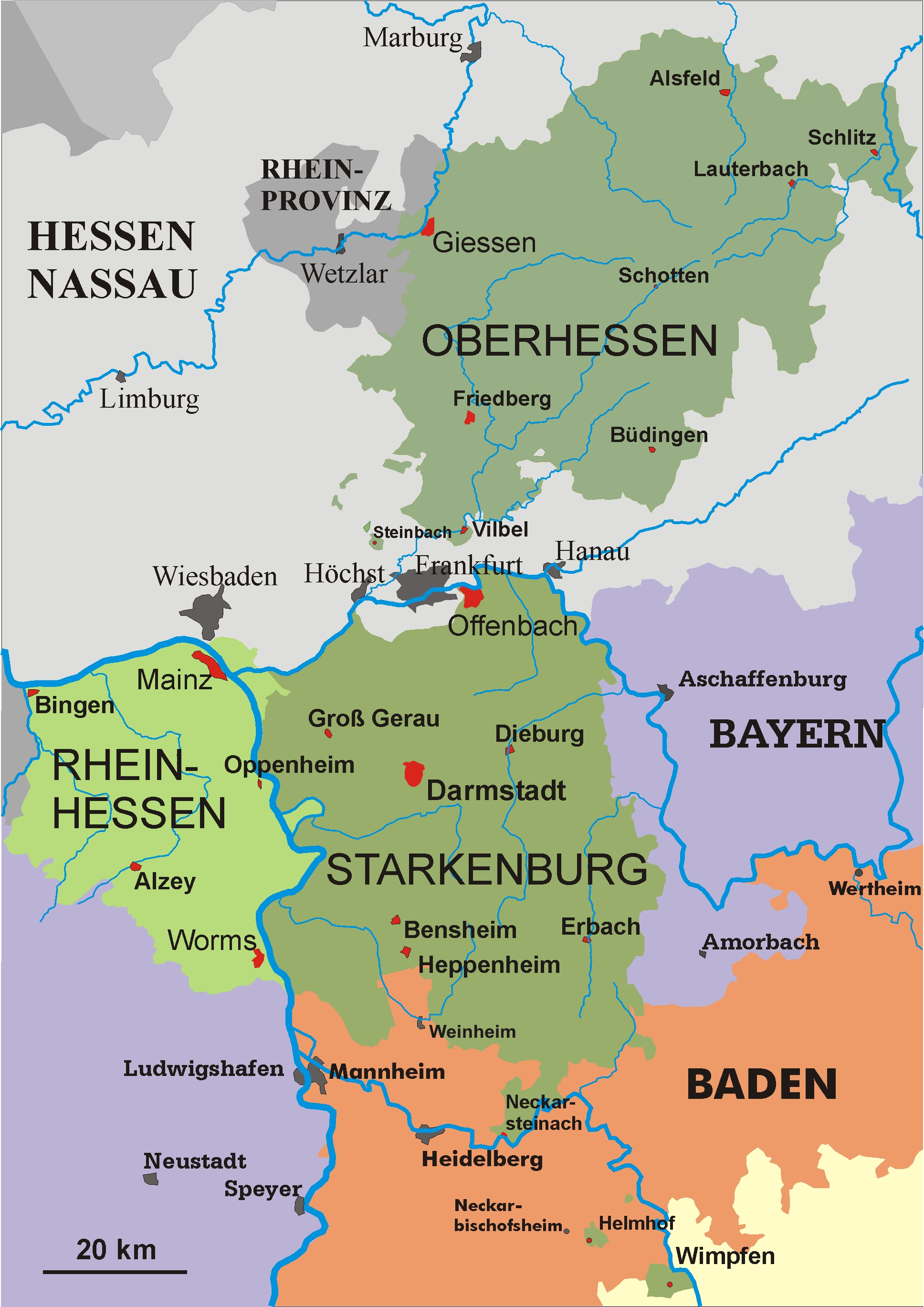
Oberhessens läge i folkstaten Hessen, 1930.

Oberhessen var en provins i storhertigdömet Hessen (senare folkstaten Hessen),
omsluten av preussiska provinsen Hessen-Nassau. Den var till ytan 3 288
km2 och hade 309 233 invånare 1910, varav 88,8 procent protestanter,
8,7 procent katoliker. Provinsen var indelad i 6 kretsar. Huvudstad var Giessen.